# Tieto Towers
Tieto Towers (původní název měl být IQ Ostrava Office Park) je označení pro dvojici výškových kancelářských budov poblíž ostravského náměstí Republiky. Před zahájením výstavby byla stavba přezdívána ostravská dvojčata či ostravské mrakodrapy.

## Historie
Projekt se původně jmenoval IQ Ostrava Office Park a měl být hotov již v roce 2009. Vyšší z budov měla mít 24 pater a výšku 90 metrů. Developerská firma CTP však v roce 2008 stavbu odložila kvůli hospodářské krizi. V roce 2011 CTP získala jako nájemce firmu Tieto a mohla tak stavbu zahájit. Tieto upřednostnila projekt CTP před budovou na Českobratrské ulici od společnosti Skanska a objektem Nová Karolina Park od PasserInvest Group.
Stavba měla být úplně dokončena v září 2012 s celkovou plochou k pronájmu 22 tisíc m² kancelářských prostor, přičemž Tieto mělo zabrat zhruba tři čtvrtiny. Vyšší z budov měla být vysoká 53 metrů a mít třináct nadzemních podlaží, nižší budova měla být vysoká 42 metrů a mít deset nadzemních podlaží. Ve dvou podzemních podlažích se měly nacházet garáže s 300 parkovacími místy. Tieto plánovalo, že do nových budov sestěhuje až na pár výjimek všechny své zaměstnance, kteří tak měli opustit ostatní ostravské objekty (např. Varenská Office Center). Celkové investice CTP do budov se měly pohybovat okolo 1,2 miliardy korun.
Lidé z blízkého polyfunkčního domu měli na stavbu rozdílné názory. Někteří mínili, že se zlepší úroveň okolí, jiní však soudili, že kancelářských prostor je v Ostravě dost a že lepší by byl park.
Společnost Tieto budovu slavnostně otevřela 20. října 2012.[zdroj?]
V roce 2023 společnost Tieto přemístila své ostravské sídlo do nedaleké nové kancelářské budovy Organica v bývalé průmyslové oblasti Karolina.